# ستيفن ر. إل. كلارك
ستيفن ر. إل. كلارك (بالإنجليزية: Stephen R. L. Clark)‏ هو فيلسوف بريطاني، ولد في 30 أكتوبر 1945 في لوتن في المملكة المتحدة.